# Adams, Minnesota
Adams là một thành phố thuộc quận Mower, tiểu bang Minnesota, Hoa Kỳ. Năm 2010, dân số của thành phố này là 787 người.

## Dân số
- Dân số năm 2000: 800 người.
- Dân số năm 2010: 787 người.